# دانشنامه عکاسی فوکال

دانشنامه فوکال، سر ویراستار: مایکل پرس، دانشنامهٔ جامع عکاسی به زبان انگلیسی

دانشنامه عکاسی فوکال، کتاب مرجعی است با بیش از پانصد مدخل در باره موضوع‌های مختلف عکاسی. ۱۷۵ زندگی نامه از افرادی که در پیشرفت عکاسی از دو جنبه فنی و هنری نقش داشته‌اند در کنار تاریخچه، اصطلاح‌ها و رویدادهای عکاسی در این کتاب آمده‌است. 
نگارش چهارم کتاب با اضافه شدن بخش عکاسی دیجیتال به آن در آوریل ۲۰۰۷ در ۸۴۶ صفحه منتشر شده است.
کتاب را جمعی از متخصصان رشته‌های مختلف عکاسی نوشته‌اند و سر ویراستار آن مایکل ر. پرس (Michael R. Peres)است.